# Rungu (langue)
Pour les articles homonymes, voir Rungu.
Le rungu  (ou lungu, cilungu) est une langue bantoue parlée en Zambie et en Tanzanie. Elle est proche du mambwe.